# Lake City (Florida)
 Denne artikel omhandler byen i delstaten Florida i USA. Opslagsordet har også en anden betydning, se Lake City.
Lake City er en by i staten Florida i USA. Byen har et indbyggertal på 12.329 (2020) indbyggere. Den er administrativt centrum for det amerikanske county Columbia County